# جاسوس میونگ وول
جاسوس میونگ وول (کره‌ای: 스파이 명월) یک مجموعه تلویزیونی محصول کره جنوبی سال ۲۰۱۱ با بازی هان یه سول، اریک مون و لی جین ووک است. این مجموعه از ۱۱ ژوئیه تا ۶ سپتامبر ۲۰۱۱، روزهای دوشنبه و سه‌شنبه ساعت ۲۱:۵۵ (کی‌اس‌تی) از شبکهٔ کی‌بی‌اس۲ پخش شد.

## خلاصه داستان
هان میونگ وول (هان یه سول) یک جاسوس اهل کره شمالی است که طبق دستور مأموریت می‌یابد وارد کره جنوبی شود و کانگ وو (اریک مون)، بازیگر محبوب هالیو را ربوده و به کشور بازگرداند. اما در طول این مأموریت، او عاشق کانگ وو می‌شود.

## بازیگران
- هان یه سول در نقش هان میونگ وول
- اریک مون در نقش کانگ وو[۳]
  - سون وو هیون در نقش جوانی کانگ وو
- لی جین ووک در نقش چوی ریو[۴]